# Burg Schiedberg
Die Burg Schiedberg ist die Ruine einer Höhenburg südöstlich des Dorfteiles Vitg Dado der Gemeinde Sagogn im schweizerischen Kanton Graubünden.

## Lage
Die Ruine liegt bei 822 m ü. M. auf dem Schiedberg, einem Kieshügel. Der Name Schiedberg erscheint erst um 1570. Lokal hiess der Hügel immer casti, in römischer und frühmittelalterlicher Zeit castrum.

## Anlage
Das Zentrum der lang gestreckten Burganlage war ein Turm, entlang der südlichen Umfassungsmauer standen verschiedene Wohnbauten.

## Geschichte
Eine Notgrabung 1964 und weitere Untersuchungen 1968 belegen, dass der Platz bereits in prähistorischer und römischer Zeit sowie im Frühmittelalter besiedelt war. Die Grabungsbefunde (Eisengeräte, Ofenkeramik, Buntmetall, Glas, Knochen) lassen darauf schliessen, dass die Schiedberg mit dem im Testament von Bischof Tello erwähnten castrum von Sagogn identisch ist, wo die Familie ein herrschaftliches Steinhaus besass. Westlich von Schiedberg, in Sagogn, lag im 8. Jahrhundert das Herrschaftszentrum der Viktoriden, zu denen Tello gehörte. Im Testament vermachte Tello dem Kloster Disentis 765 ein Herrenhaus mit Zubehör, Bauernhöfen, Äckern, Wiesen, Weingärten und Alpen. Die Güter lagen im Innerdorf, in den Höfen um Sagogn, auf Bregl da Heida, wo ein Herrenhof sowie eine karolingische, dem heiligen Columban geweihte Saalkirche stand.
Der Bau der Adelsburg erfolgte um 1000; letztmals ausgebaut wurde die Anlage gegen 1250. Die Burg war Sitz der edelfreien Herren von Sagogn; 1137 wird Chuno de Sagannio erwähnt, einer der ersten Edlen Churrätiens.
Nach dem Aussterben des Hauses Sagogn-Wildenberg gelangte die Burg 1320 durch eine Erbschaft an die Grafen von Werdenberg-Heiligenberg.
Burg und Herrschaft gingen wohl um 1352 im Krieg zwischen den Freiherren von Belmont und denen von Werdenberg (Belmonter Fehde) unter. Weitere Grundbesitzer waren die Klöster Disentis, St. Luzius und Churwalden, das Bistum Chur, die Herren von Belmont und von Montalt sowie freie Bauern. Nach einem Brand in der zweiten Hälfte des 14. Jahrhunderts wurde die Burg nicht mehr aufgebaut und begann zu zerfallen. Heute ist die Ruine im Besitz der Gemeinde Sagogn.

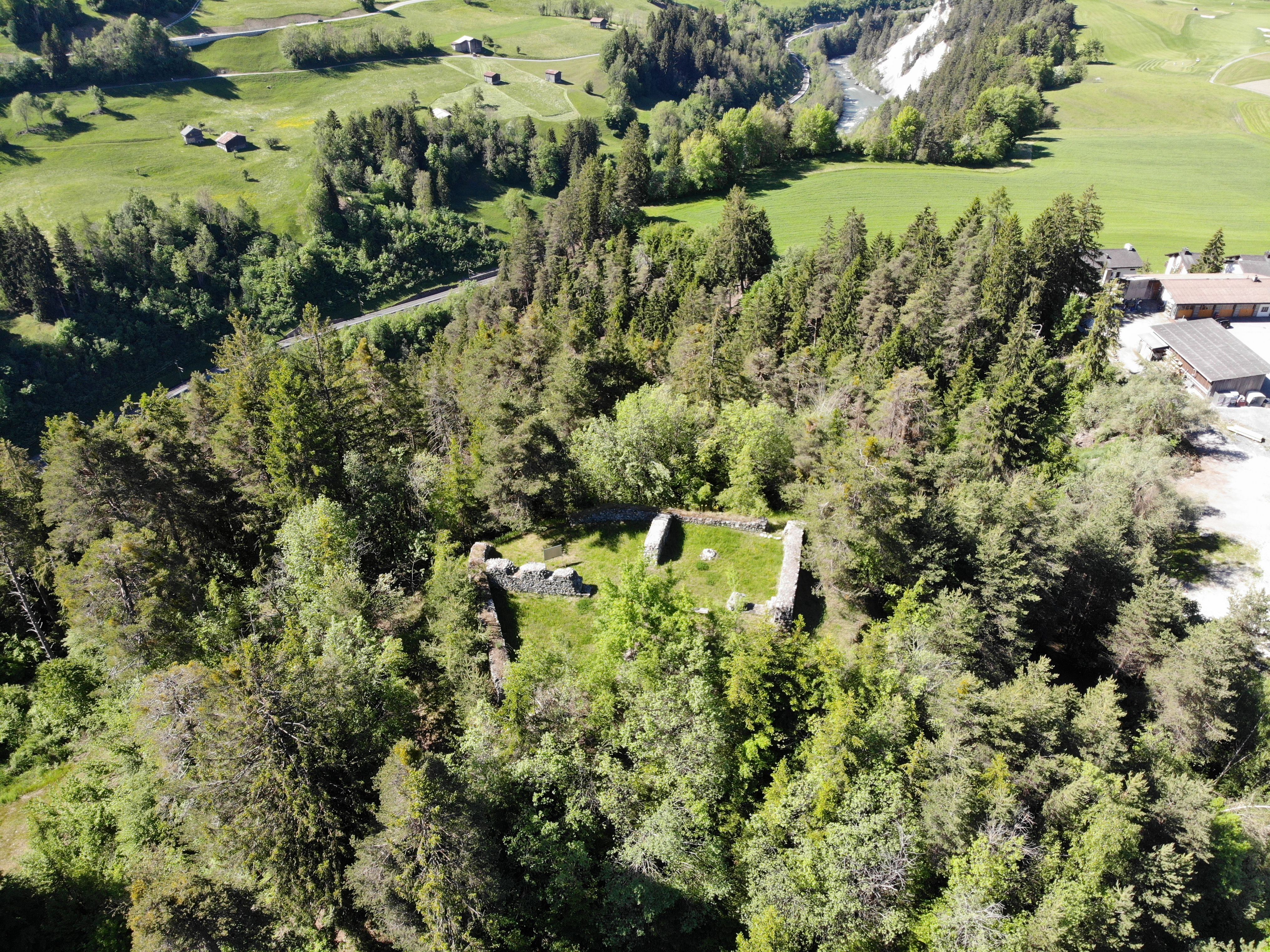
Luftansicht, nach Westen
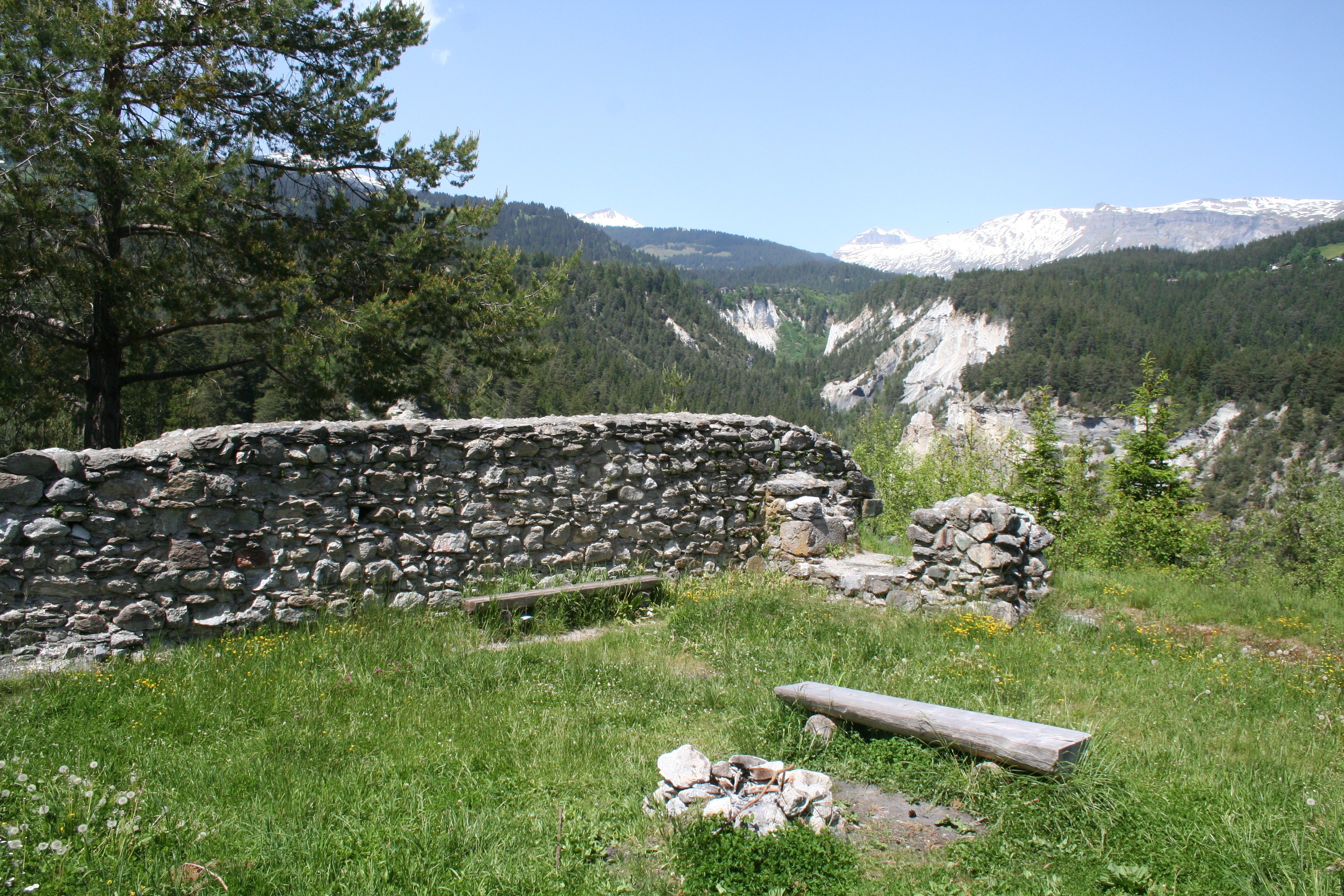
Nach Norden
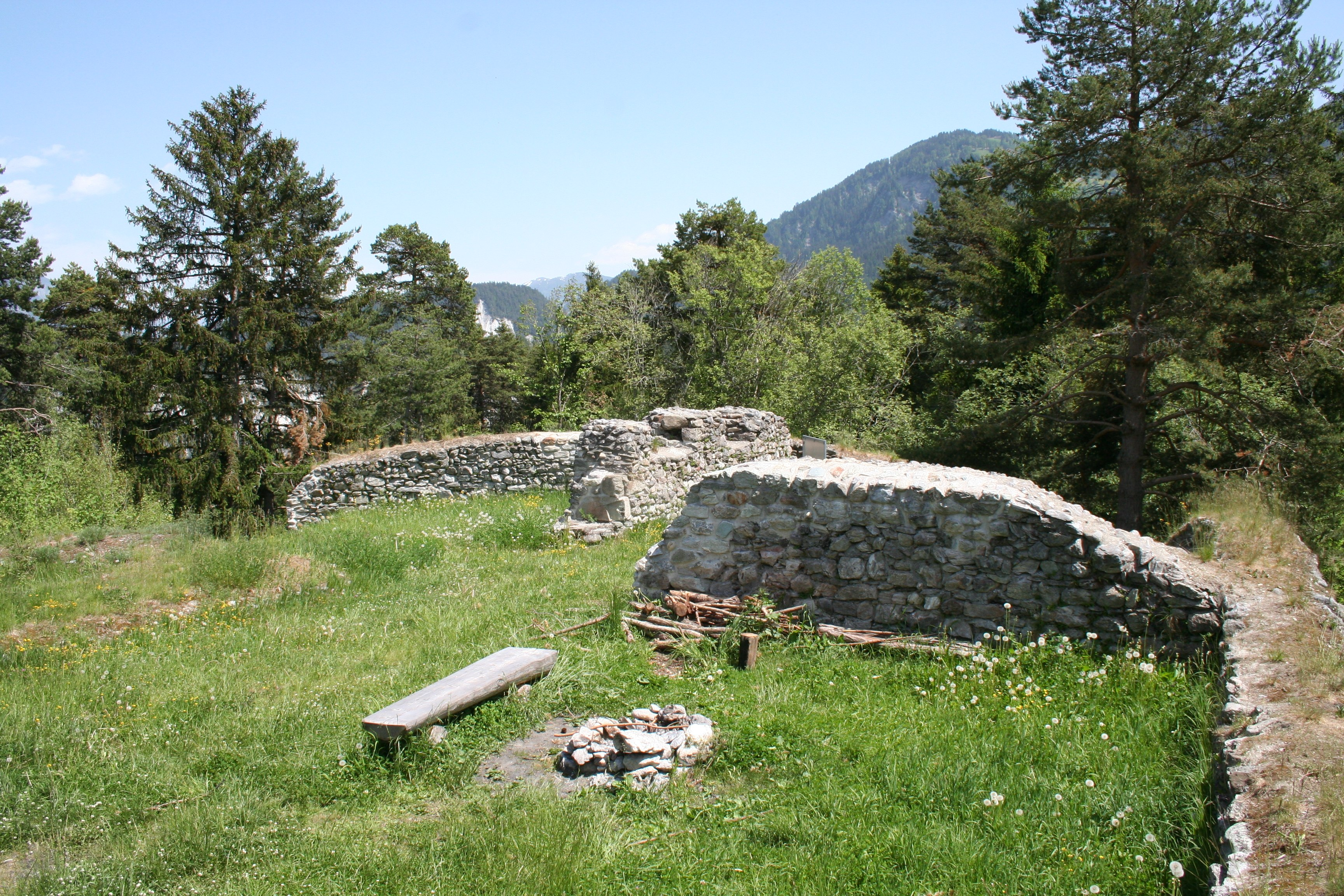
Nach Osten
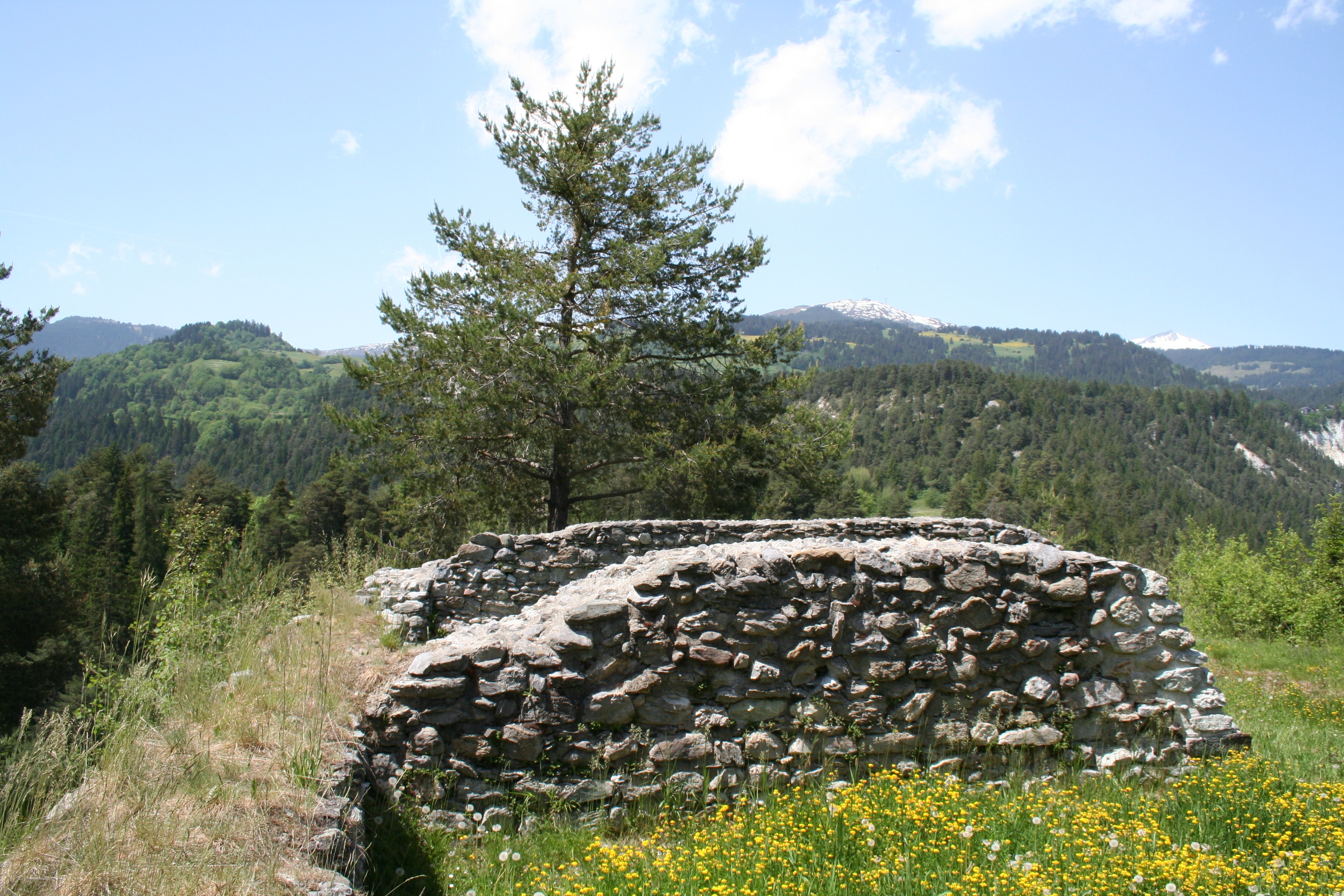
Nach Nordwesten
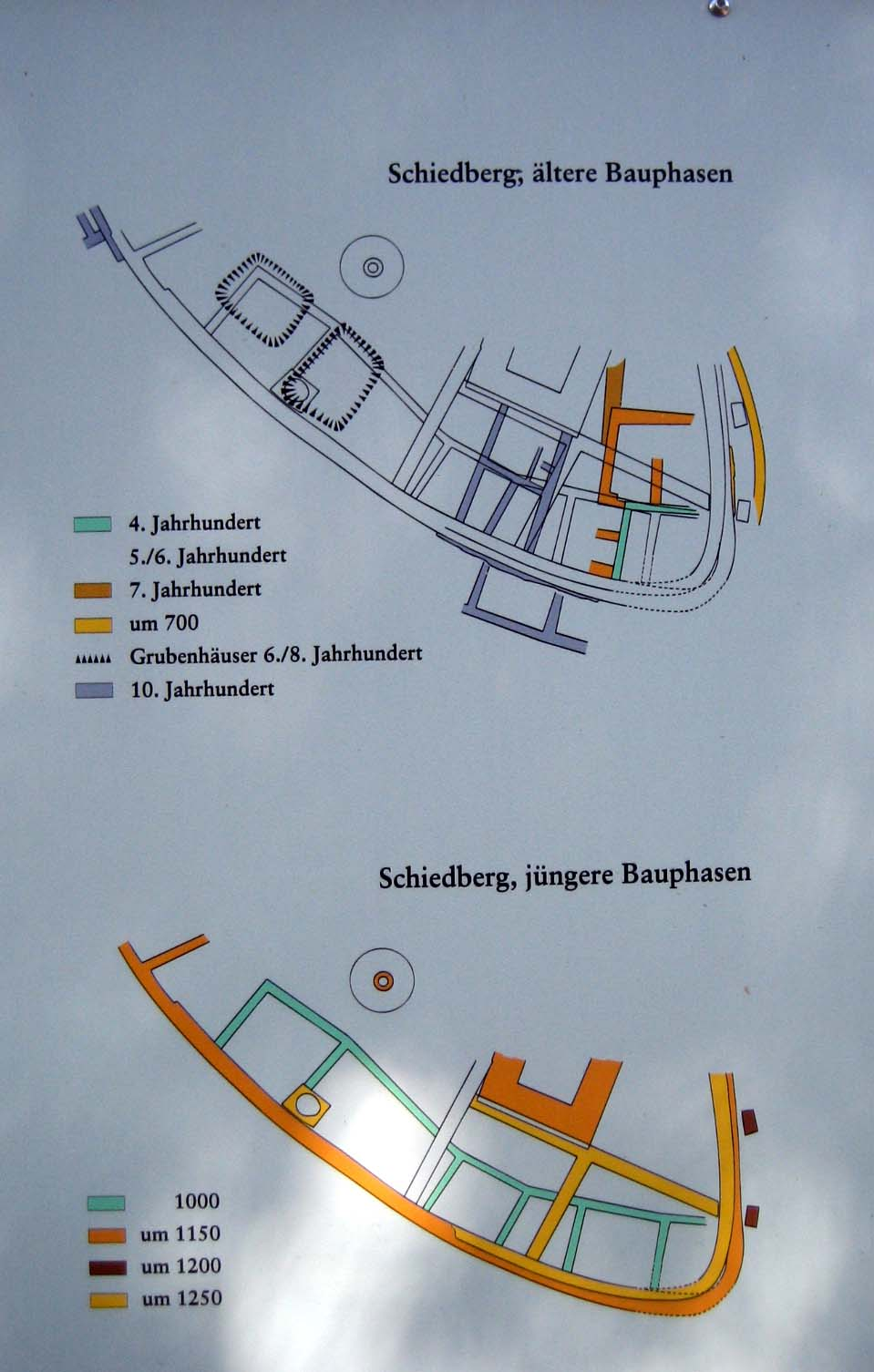
Plan der Anlage